# Frack m/1833

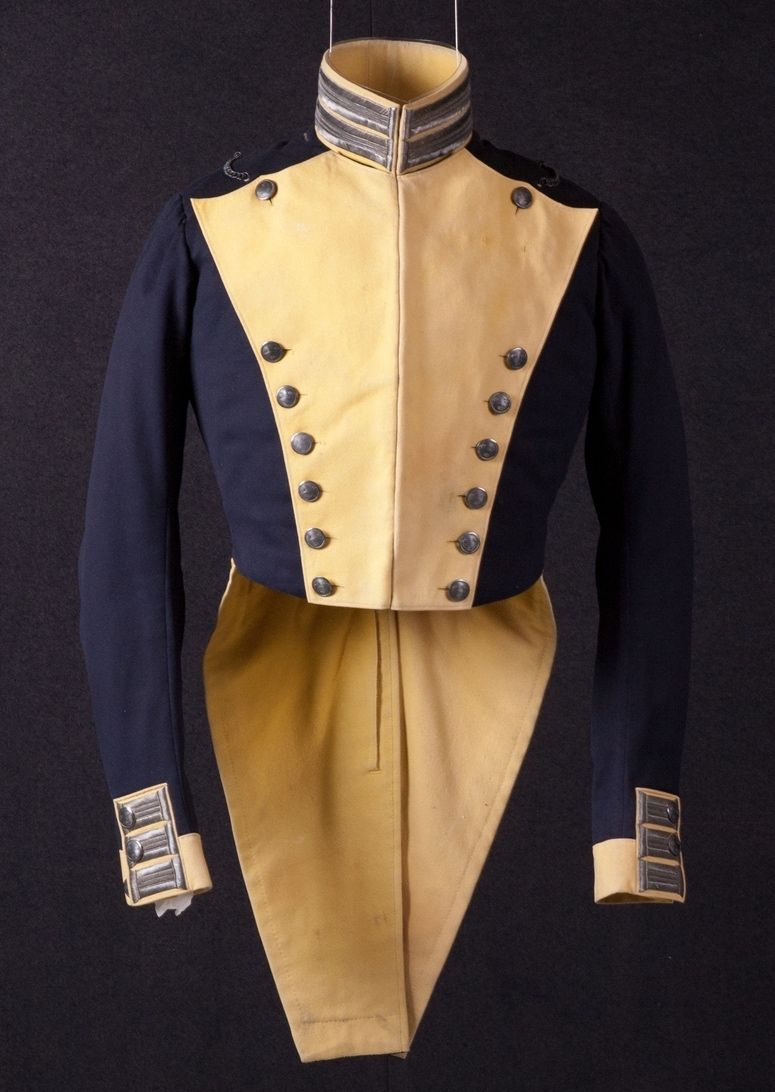
Frack m/1833 för officer vid Svea Livgarde (I1).

Frack m/1833 var en vapenrock som användes inom Krigsmakten (dåvarande Försvarsmakten).

## Utseende
Denna vapenrock är av blått kläde med färgad passpoal, dock skiftar färgen med regemente. Den har två knapprader om sju knappar vardera, samt är försedd med en ståndkrage. Kragen är även försedd med silvergalon. Ärmuppslagen är försedda tre knapphål i silvergalon. På axlarna bars epåletter vilka var i silver. Skörten bak samt dess ficklock är försedda med totalt 8 knappar liknande dem på framsidan.

## Användning
Denna uniform bars enbart av officerare vid Svea Livgarde (I1) och Göta Livgarde (I2). Den ersatte Frack m/1816, och kom 1845 att ersättas med Vapenrock m/1845.

## Bilder

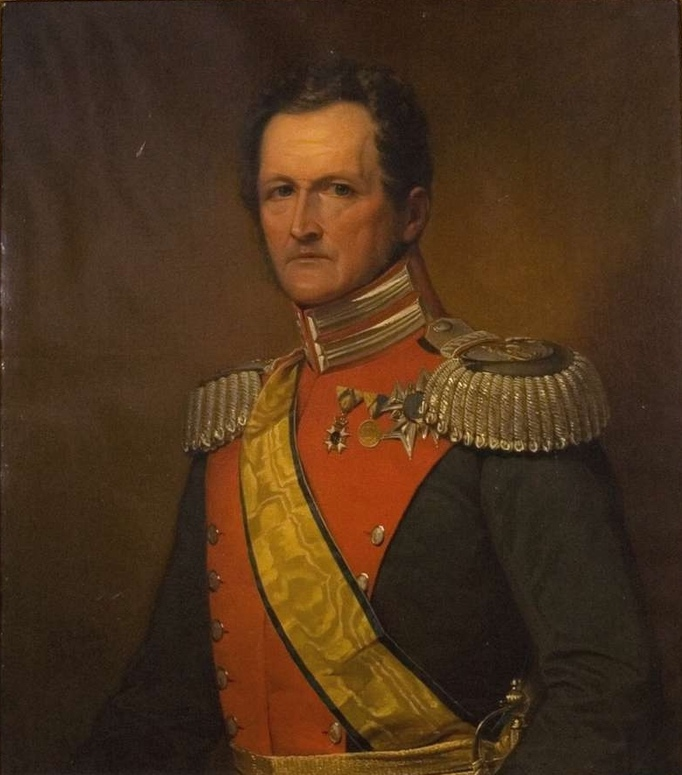
Carl Fredrik Lorichs i frack m/1833 för Göta livgarde.
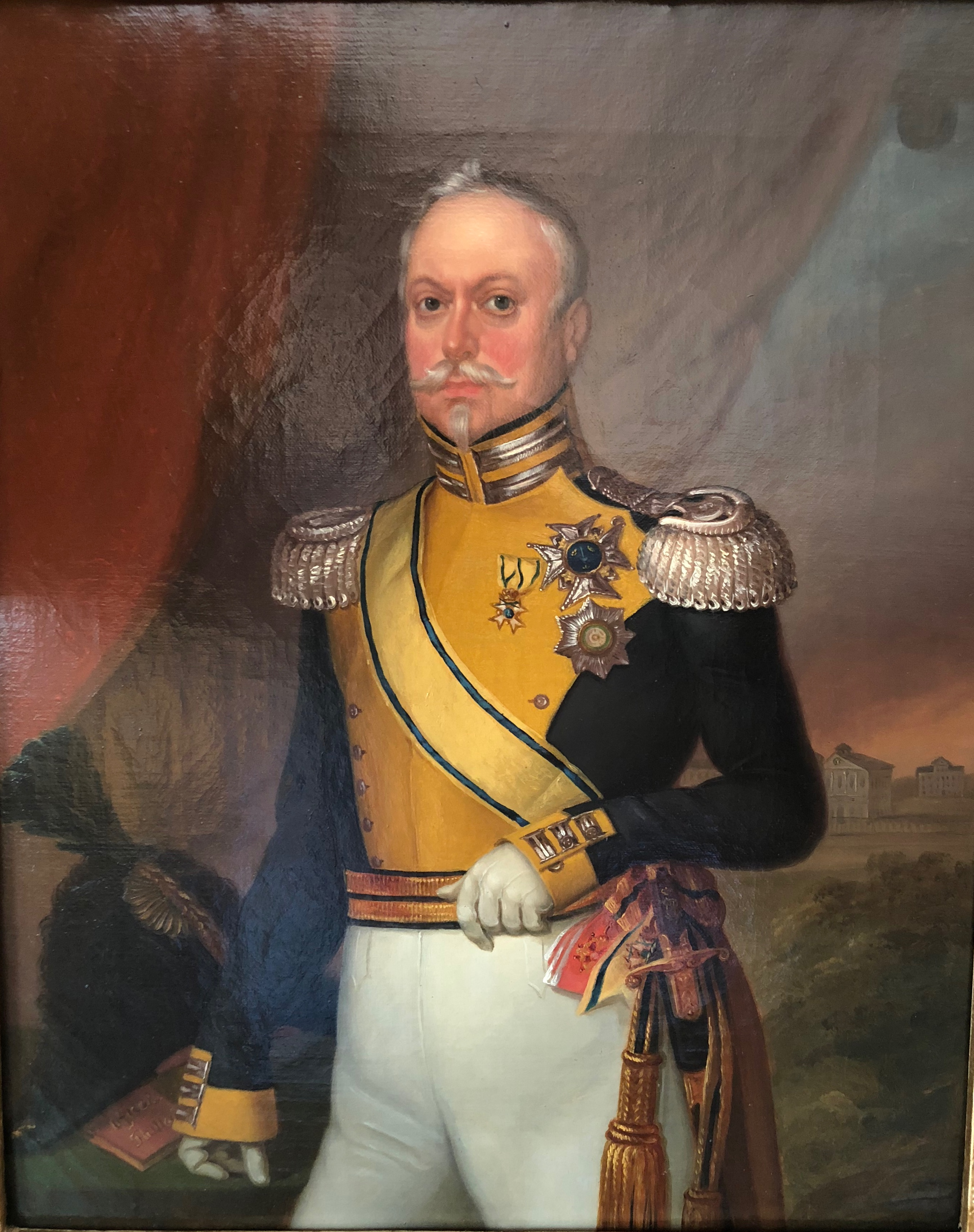
Sixten David Sparre i frack m/1833 för Svea livgarde.
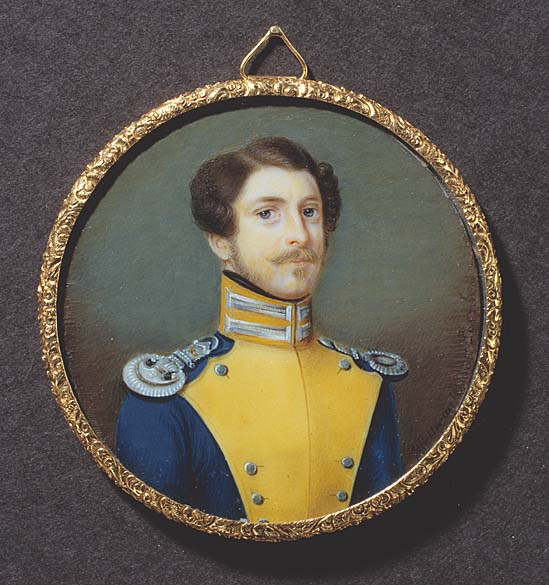
Fritz von Dardel iförd frack m/1833 för Svea Livgarde, samt epåletter för en underlöjtnant.